# Église Sainte-Marie-Madeleine de La Canée
Pour les articles homonymes, voir Église Sainte-Marie-Madeleine.
L'église Sainte-Marie-Madeleine (grec moderne : Εκκλησία Αγίας Μαρίας Μαγδαληνής), également connue localement sous le nom d'église seigneuriale (grec moderne : ηγεμονική εκκλησία), est une église orthodoxe russe située dans la ville de La Canée, sur l'île de Crète, en Grèce.

## Emplacement
L'édifice est situé sur la place Élena Venizélou (grec moderne : Πλατεία Έλενας Βενιζέλου), dans le quartier bourgeois de Chalépa, dans la ville crétoise de La Canée. Son emplacement avoisine celui d'autres édifices d'importance, tels, entre-autres, l'église Saint-Jean-le-Précurseur, la chapelle catholique de la Nativité-de-la-Sainte-Vierge, construite en 1879, l'ancien palais du haut-commissaire de l'État crétois, le prince Georges de Grèce, la maison d'Elefthérios Venizélos, ainsi que le palais Blum, aujourd'hui siège de la Fondation nationale de recherche « Elefthérios Venizélos ». Le Musée archéologique de La Canée est également situé à proximité immédiate.

## Histoire et description
Construite entre 1901 et 1903, cette église est le résultat d'un don de la somme de 10 000 roubles de la part du prince Georges Mikhaïlovitch de Russie, en hommage au séjour de son épouse et sœur du haut commissaire, la princesse Marie de Grèce, dans la ville de La Canée,,. Sa consécration a lieu le 6 janvier 1903, lors d'une cérémonie religieuse en présence d'un cercle restreint dont, entre-autres, le haut-commissaire et prince, Georges de Grèce, le métropolite Eugène de Crète, ainsi que la reine de Grèce, Olga Constantinovna de Russie,. Par la suite, l'édifice sert d'« église seigneuriale » au couple princier russe, avant que sa propriété ne soit transférée vers le dème de La Canée, en 1909, à la suite du départ de ces derniers et en hommage à l'accueil chaleureux de la part de la population locale et le séjour agréable passé en ces lieux,.
Située à proximité de la demeure de ce dernier et établie sur la base de plans d'architectes russes, elle suit les principes de l'architecture baroque de l'époque,. De forme carrée, l'aspect extérieur de l'édifice est marqué par la présence d'un arc à trois côtés en saillie, au dessus du niveau du sanctuaire. Les fondations de l'église reposent sur de grandes poutres en pierre calcaire, ainsi que sur l'utilisation, de manière décorative, de plinthes, essentiellement sur les niveaux les plus élevés de l'édifice. À l'ouest, est situé un péristyle en forme de P inversé, formé par la présence d'une série de piliers, au nombre total de sept, de forme particulière et ornés par la présence de brique de couleur rouge sous la forme d'arches,. L'église est dotée d'une toiture en inclinaison sur deux niveaux et de couleur bleue, se terminant par le couronnement de l'édifice au travers de la présence d'un dôme en forme d'oignon, de style typiquement russe,. Son intérieur, quant à lui, également de forme carrée, est couvert d'une coupole de forme hémisphérique, caractérisé par son absence de tympan, mais, cependant, doté par la présence d'un étage supérieur de petite taille et en forme rectangulaire, ainsi que richement décoré,. L'ensemble des icônes ornant l'iconostase de l'église sont l'oeuvre du peintre et hagiographe Fótis Kóntoglou,. La création et l'embellissement de l'espace et du jardin environnant est l'œuvre, quant à lui, de l'architecte Chrístos Tsolínas.